# Aqui Catalunha

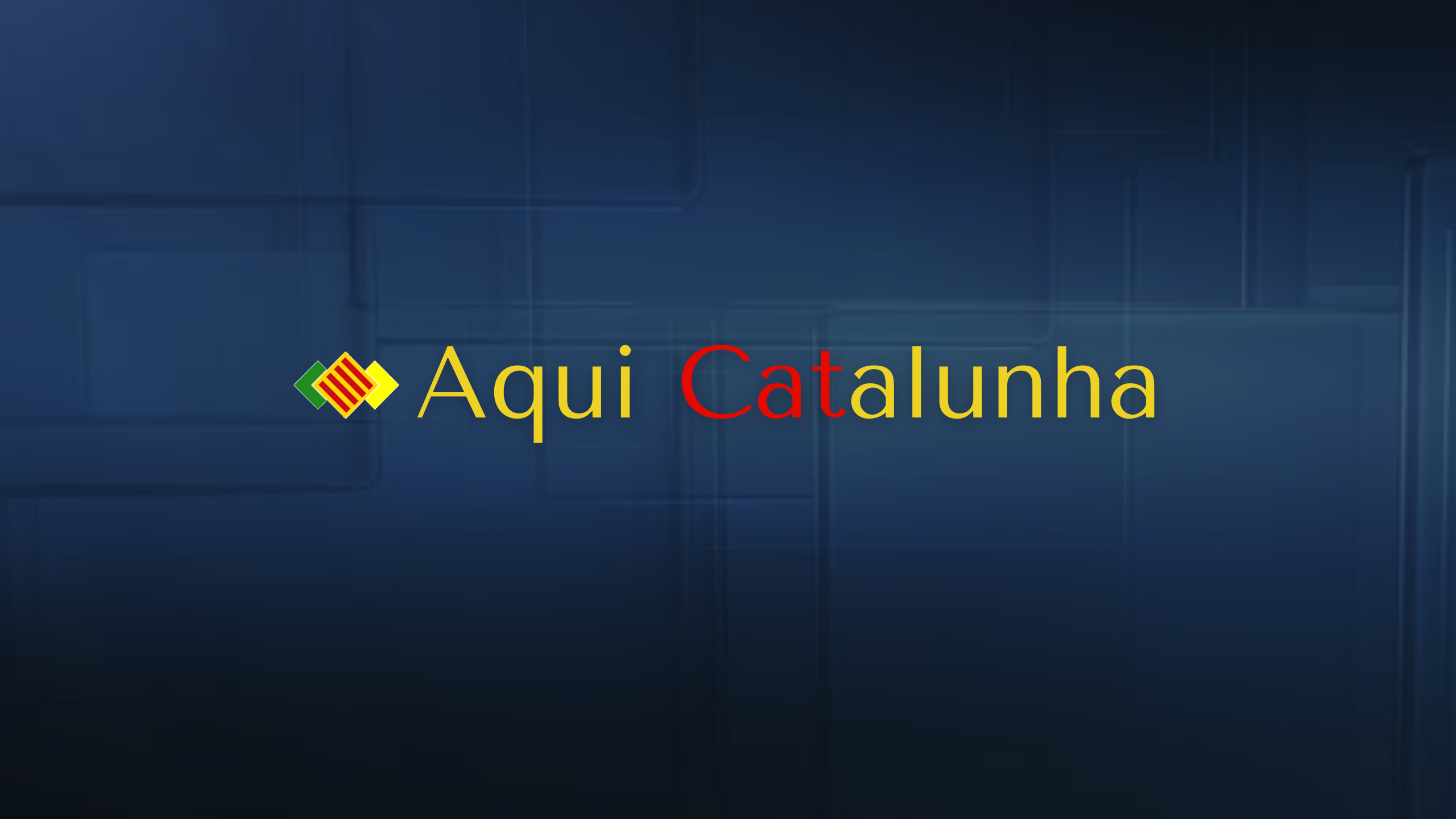
Imagem do portal de notícias Aqui Catalunha nas redes sociais

Aqui Catalunha é um portal de notícias criado no Brasil em 8 de fevereiro de 2018, e é o primeiro meio de comunicação em língua portuguesa exclusivamente dedicado a Catalunha. Os seus âmbitos informativos relacionados com a atualidade catalã são os seguintes:
- política (Governo e Parlamento)
- economia
- língua catalã
- cultura
- esportes
- ação exterior
- tecnologia
- educação
- ciência
- saúde
- televisão e rádio
- sociedade[2]

## Colaboração com meios de comunicação catalães
Durante os seus cinco primeiros anos, o Aqui Catalunha colaborou com meios de comunicação catalães por meio do seu criador, Rodrigo P. Alves. Destacam-se, sobretudo, as suas participações no programa Revolução 4.0, apresentado por Xantal Llavina na Catalunya Ràdio (para explicar a existência de um domínio .cat no Brasil) e no programa A Banda i Banda, da Ràdio Amèrica Barcelona.